# Bartosz Bielenia

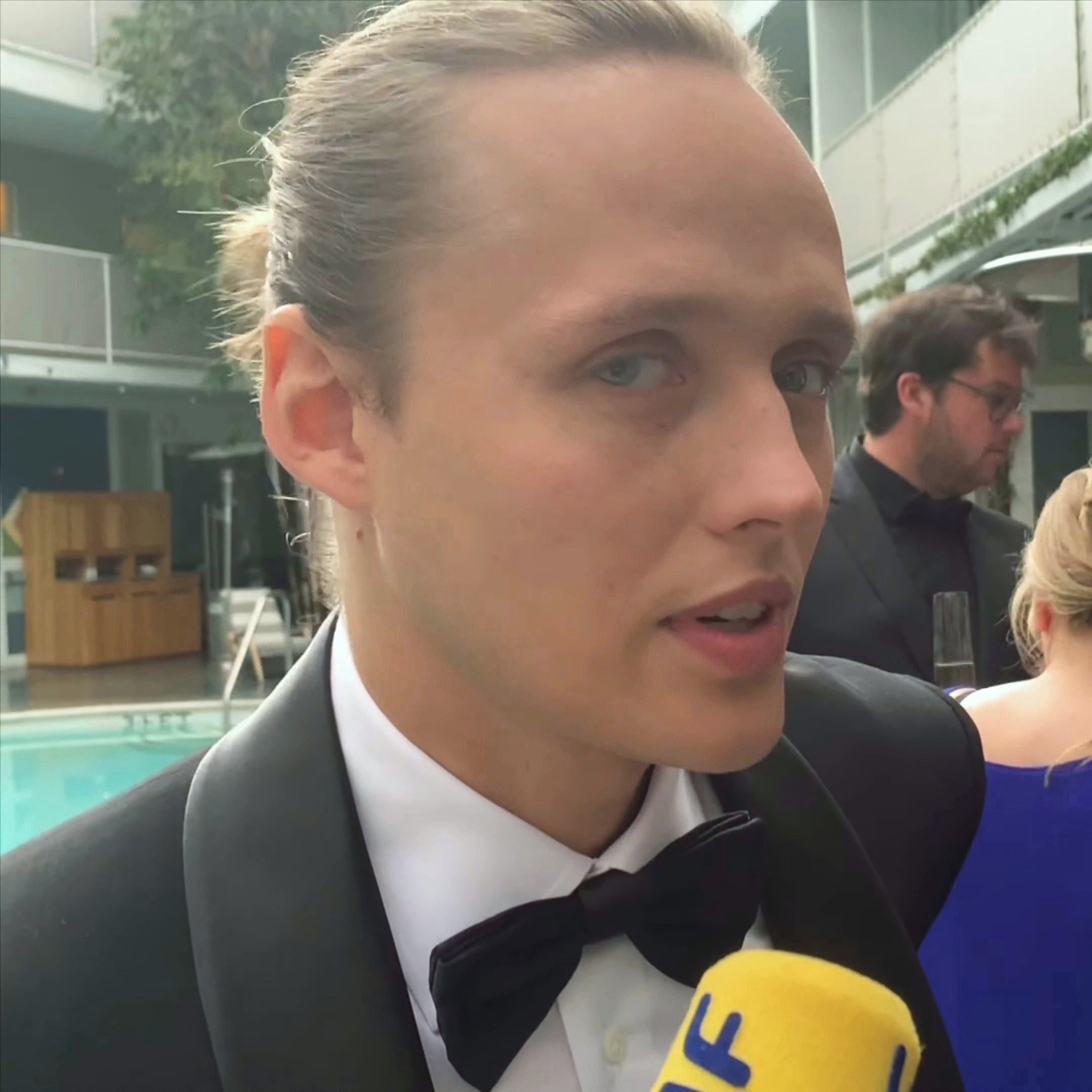
Bartosz Bielenia

Bartosz Bielenia (* 1992 in Białystok) ist ein polnischer Film- und Theaterschauspieler.

## Leben
Bartosz Bielenia wurde 1992 in der polnischen Stadt Białystok geboren. Sein Debüt als Theaterschauspieler gab er 1999 im Alter von sieben Jahren in der Titelrolle von Der kleine Prinz unter der Regie von Tomasz Hynek am Teatr Dramatyczny Aleksandra Węgierki in Białystok. Ab 2013 spielte er am Bagatela-Theater in Krakau, wo er als Hipolit in Der Idiot von Dostojewski debütierte. Seit 2014 tritt er am Stary-Theater in Krakau auf. Im Jahr 2016 beendete er sein Studium an der Akademie der Theaterkünste Stanisław Wyspiański in Krakau, das er 2011 aufgenommen hatte. Seit 2018 arbeitet er am Neuen Theater in Warschau. Hier spielte er Pausanias in Feast, einer Bühnenadaption von Platons Dialog. Es folgten Engagements in The Last von Romuald Krezel im Februar 2019. Im September 2019 arbeitete er erneut mit Jan Klata zusammen und spielte in The Debt im New Proxima Theatre in Krakau und im November in Mother Joanna from the Angels im Neuen Theater in Warschau.
Im Filmbereich bekannt wurde Bielenia durch seine Rolle in Disco Polo. Er gab in der Musikkomödie sein Filmdebüt und spielte einen von zwei teuflischen Butlern. Im Jahr 2016 war er in der Hauptrolle im Thriller Na granicy von Wojciech Kasperski zu sehen und spielte an der Seite der polnischen Schauspielstars Andrzej Chyra, Marcin Dorociński und Andrzej Grabowski. Für seine Rolle von Daniel / Pfarrer Tomasz im Film Corpus Christi von Jan Komasa, der am 2. September 2019 bei den Filmfestspielen von Venedig Premiere feierte, wurde Bielenia mehrfach ausgezeichnet.
Von der European Film Promotion wurde Bartosz Bielenia im Januar 2020 in die Liste von zehn European Shooting Stars aufgenommen.

## Filmografie (Auswahl)
- 2013: Głęboka woda (Fernsehserie)
- 2014: Generation der Verdammten (The Passing Bells, Fernsehserie, eine Folge)
- 2015: Disco Polo
- 2015: The Time of a Young Man About to Kill
- 2016: Na granicy
- 2017: The Man with the Magic Box (Człowiek z magicznym pudelkiem)
- 2018: Kler
- 2018: 1983 (Fernsehserie, 4 Folgen)
- 2019: Corpus Christi (Boże Ciało)
- 2020: 25 Jahre Unschuld (25 lat niewinnosci. Sprawa Tomka Komendy)
- 2020: Magnezja
- 2021: Prime Time
- 2022: Plastic Symphony

## Theaterrollen
- 1999–2001: Der kleine Prinz / Mały Książę, Teatr Dramatyczny w Białystoku.
- 2002–2011: freie Theaterarbeit
- 2012: Mauser / Mauzer von Heiner Müller, Instytut im. Jerzego Grotowskiego.
- 2013: Der Idiot von Fjodor Michailowitsch Dostojewski, Teatr Bagatela w Krakowie
- 2014: König Lear / Król Lear von William Shakespeare
- 2014: Edwad II von Christopher Marlowe
- 2015: Hamlet von  William Shakespeare

## Auszeichnungen (Auswahl)
Chicago International Film Festival
- 2019: Auszeichnung als Bester Schauspieler mit dem Silver Hugo (Corpus Christi)[5][6]

Europäischer Filmpreis
- 2020: Nominierung als Bester Darsteller (Corpus Christi)[7]

European Shooting Stars
- 2020: Auszeichnung als europäischer Nachwuchsschauspieler auf der Berlinale 2020

Internationales Filmfestival von Stockholm
- 2019: Auszeichnung als Bester Schauspieler im Stockholm XXX Competition (Corpus Christi)[8]

Palm Springs International Film Festival
- 2020: Auszeichnung als Bester Schauspieler in einem internationalen Spielfilm mit dem FIPRESCI-Preis (Corpus Christi)[9]

Polnischer Filmpreis
- 2020: Auszeichnung als Bester Hauptdarsteller (Corpus Christi)